# 에어 몰타의 운항 노선
2017년 1월을 기준으로 에어 몰타는 다음과 같은 노선을 운항중이다.

## 운항 노선

### 아시아

#### 서남아시아
- 이스라엘
  - 텔아비브 - 벤구리온 국제공항 계졀편

#### 중앙아시아
- 아르메니아
  - 예레반 - 츠바르트노츠 국제공항 계졀편

### 아프리카

#### 북아프리카
- 알제리
  - 알제 - 우아리 부메디엔 공항
  - 오랑 - 오랑 에스 세니아 공항
- 튀니지
  - 제르바 섬 - 제르바 자르지스 국제공항

### 유럽

#### 서유럽
- 영국
  - 런던 - 런던 히드로 국제공항
  - 런던 - 런던 개트윅 국제공항
  - 글래스고 - 글래스고 공항 계졀편
  - 맨체스터 - 맨체스터 공항
  - 버밍엄 - 버밍엄 공항 계졀편
- 프랑스
  - 파리 - 파리 샤를 드 골 국제공항
  - 파리 - 파리 오를리 공항
  - 리옹 - 생텍쥐페리 국제공항 계졀편
  - 마르세유 - 마르세유 프로방스 공항
- 독일
  - 베를린 - 베를린 테겔 국제공항
  - 뒤셀도르프 - 뒤셀도르프 국제공항
  - 뮌헨 - 뮌헨 국제공항
  - 프랑크푸르트 - 프랑크푸르트 국제공항 - (2017년 5월 3일 단항)
  - 함부르크 - 함부르크 공항
- 네덜란드
  - 암스테르담 - 암스테르담 스키폴 국제공항
- 벨기에
  - 브뤼셀 - 브뤼셀 국제공항

#### 중유럽
- 스위스
  - 제네바 - 제네바 국제공항
  - 취리히 - 취리히 국제공항
- 오스트리아
  - 빈 - 빈 국제공항

#### 남유럽
- 그리스
  - 아테네 - 아테네 국제공항
- 몰타
  - 발레타 - 몰타 국제공항 허브
- 이탈리아
  - 로마 - 레오나르도 다 빈치 국제공항
  - 밀라노 - 밀라노 말펜사 국제공항
  - 밀라노 - 밀라노 리나테 공항
  - 베니스 - 베니스 마르코 폴로 국제공항
  - 카타니아 - 카타니아 폰타나나로사 공항
  - 파르마 - 파르마 공항 계졀편
- 튀르키예
  - 이스탄불 - 사비하괵첸 국제공항

#### 동유럽
- 러시아
  - 모스크바 - 세례메티예보 국제공항
- 루마니아
  - 부쿠레슈티 - 헨리 코안더 국제공항 계졀편
- 불가리아
  - 소피아 - 소피아 국제공항
- 체코
  - 프라하 - 프라하 바츨라프 하벨 국제공항
- 헝가리
  - 부다페스트 - 부다페스트 페리 헤지 국제공항 계졀편

## 단항 노선

### 아프리카

#### 북아프리카
- 리비아
  - 트리폴리 - 트리폴리 국제공항
  - 벵가지 - 베니나 국제공항
- 튀니지
  - 튀니스 - 튀니스 카르타고 국제공항

### 유럽

#### 남유럽
- 튀르키예
  - 이스탄불 - 아타튀르크 국제공항

#### 동유럽
- 러시아
  - 모스크바 - 도모데도보 국제공항
  - 상트페테르부르크 - 풀코보 국제공항